# Rue de la Liberté (Suresnes)
Pour les articles homonymes, voir Rue de la Liberté (homonymie).
La rue de la Liberté est une voie de communication située à Suresnes dans le département des Hauts-de-Seine.

## Situation et accès

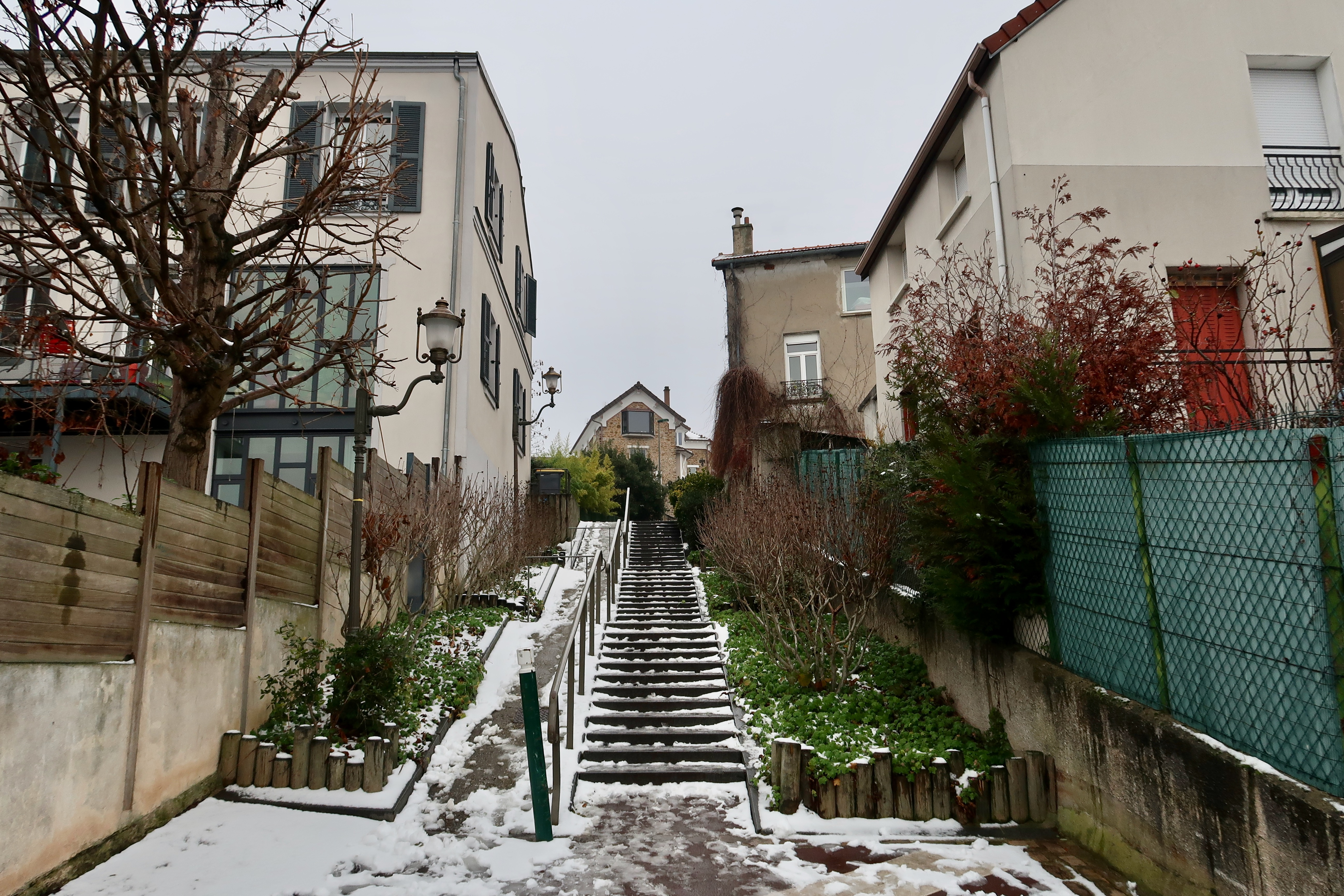
Escalier montant de la rue Roger-Salengro, sous la neige, en janvier 2019.

Établie sur le plateau de Suresnes (présence proche du mont Valérien) qui domine la Seine, la rue de la Liberté est orientée du nord-ouest au sud-est. Partant de la limite de Nanterre, elle se termine à l'angle de la rue Victor-Hugo, à un escalier qui descend le coteau et atteint la rue Roger-Salengro (anciennement rue du Chemin-de-Fer), qui borde la voie ferrée,. Cette dernière partie de la voie est uniquement piétonne.
Elle est desservie par la gare de Suresnes-Mont-Valérien et l'arrêt Belvédère sur le T2.

## Origine du nom
Le nom est une évocation de la devise de la République française : « Liberté, Égalité, Fraternité ».

## Historique

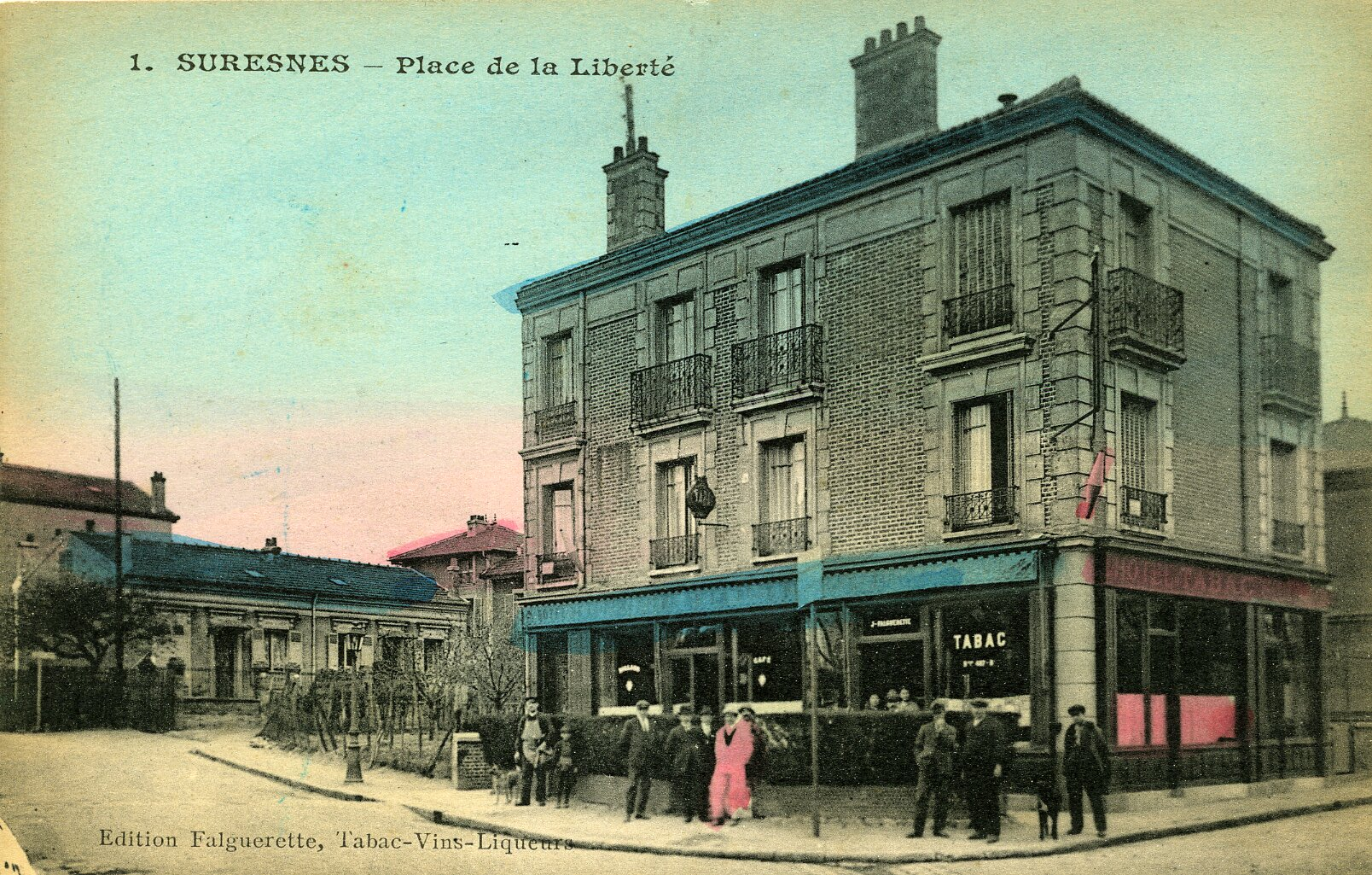
Un buraliste, place de la Liberté, avant la construction du lycée. Par la suite appelé tabac des Écoles, cet établissement a rouvert en 2020.

Située dans le prolongement de la rue de Suresnes à Nanterre, la rue de la Liberté suit le tracé de l’ancien chemin rural n° 24 de Nanterre à Suresnes, dont les environs furent longtemps inhabités. Toutefois, la construction de l'église Saint-Leufroy vers 910 dans le bas de Suresnes, mais qui dépendait du diocèse de Nanterre, ainsi que la découverte d'un cimetière franc en 1885, peuvent faire penser que ce trajet était fréquemment parcouru.
Cette voie, jusque là appelée sente du Traîneau ou rue des Traîneaux, se prolongeait par le chemin du Traîneau sur une portion de territoire qui sera ultérieurement cédée à la ville de Suresnes à l'occasion du redressement de la limite entre les deux communes en 1929,. Traîneau, terme de cordier, est un bâti de charpente sur le devant duquel s'élève deux forts montants pour supporter une traverse dans  laquelle passe les manivelles qui servent à tordre les torons.
Prolongée au sud par l'actuelle rue Honoré-d'Estienne-d'Orves, anciennement rue de Nanterre, la voie fut cependant coupée de celle-ci par la construction de la ligne de Paris-Saint-Lazare à Versailles-Rive-Droite en 1839.
Le renommage en rue de la Liberté a lieu après l'intervention de Victor Diederich en 1898 au conseil municipal pour changer les noms des voies de Suresnes « dont l'origine est inconnue, ou dont la signification n'a aucun intérêt », décision qui participa à faire disparaître de la toponymie des termes rappelant le passé rural de la commune. La sente du Traîneau ou rue des Traîneaux devient en 1899 la rue de la Liberté. Elle porta aussi le nom de rue du Nord.
En juin 1922, la mairie envisage d'acquérir des terrains rue de la Liberté pour développer la pratique du sport dans la commune mais doit y renoncer, devant le prix demandé. C'est seulement en 1930 qu'un office municipal sportif est fondé et qu'un site est trouvé sur le territoire de la commune voisine de Rueil-Malmaison, entre les rues des Houtraits et Chateaubriand, où sont aménagés un stade et un terrain de tennis.

## Bâtiments remarquables et lieux de mémoire
- Lycée Paul-Langevin, construit en 1927, au croisement avec la rue Maurice-Payret-Dortail (à l'origine rue Voltaire)[10].
- Square des Bels-Ébats, au croisement avec la rue Huche. Il remplace la halle du marché Marcel-Legras, incendiée en 2005[11]. En 2009, le square est aménagé à la place, doté d'un kiosque à musique, d'espaces de jeux pour enfants et d'une salle polyvalente accueillant la maison des Associations.
- Au no 30, un potager associatif[12].

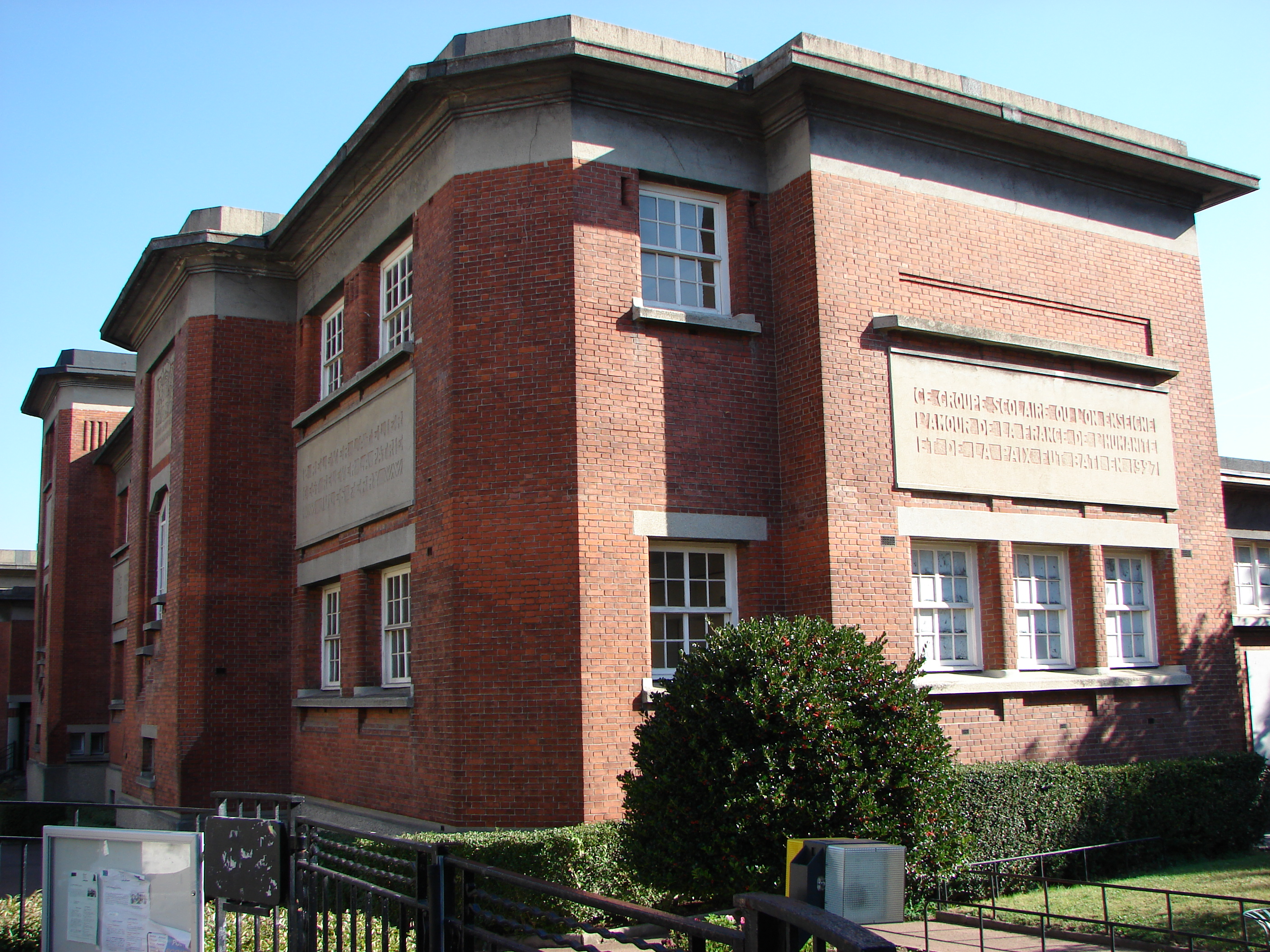
Lycée Paul-Langevin.
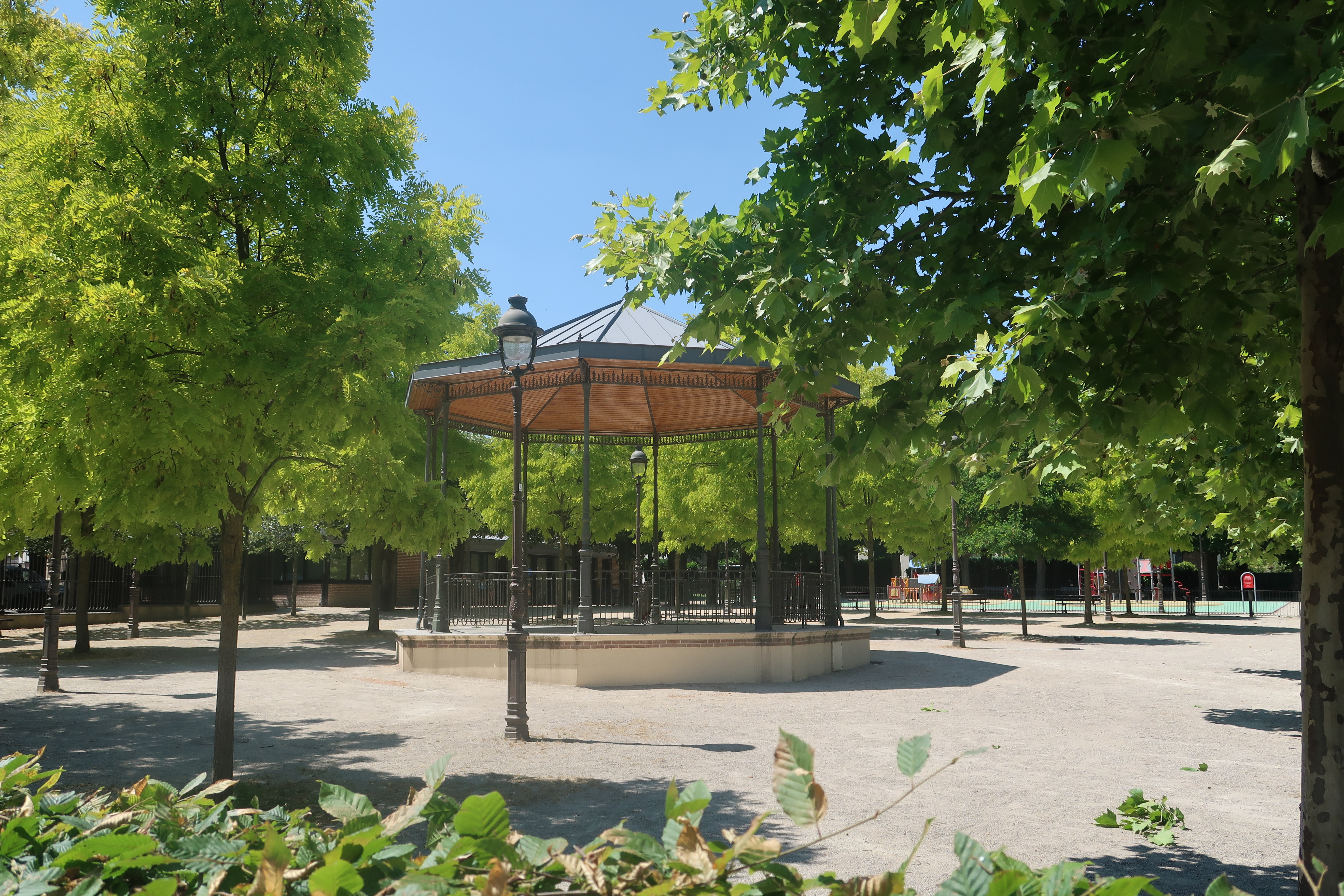
Square des Bels-Ébats.
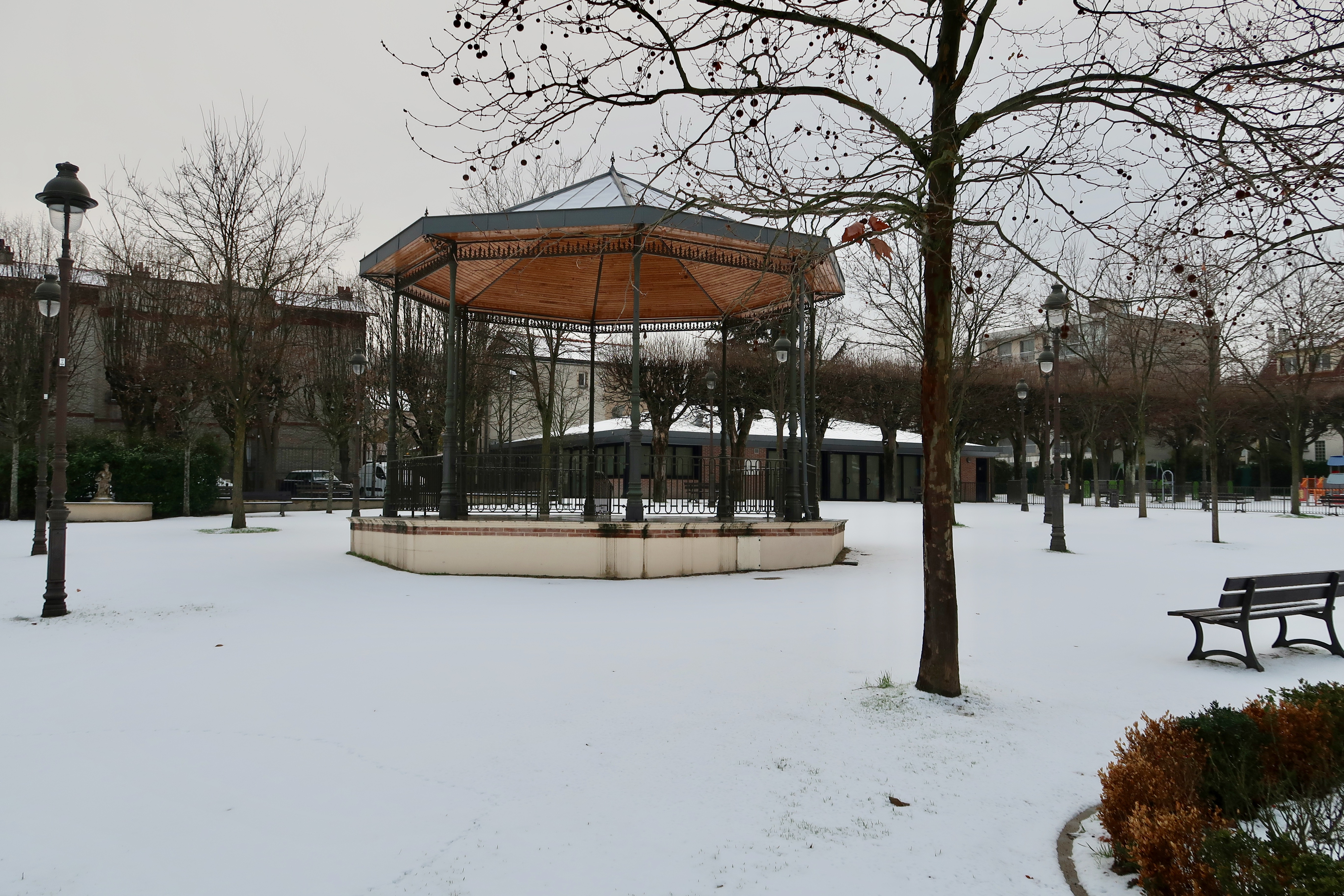
Le square sous la neige.
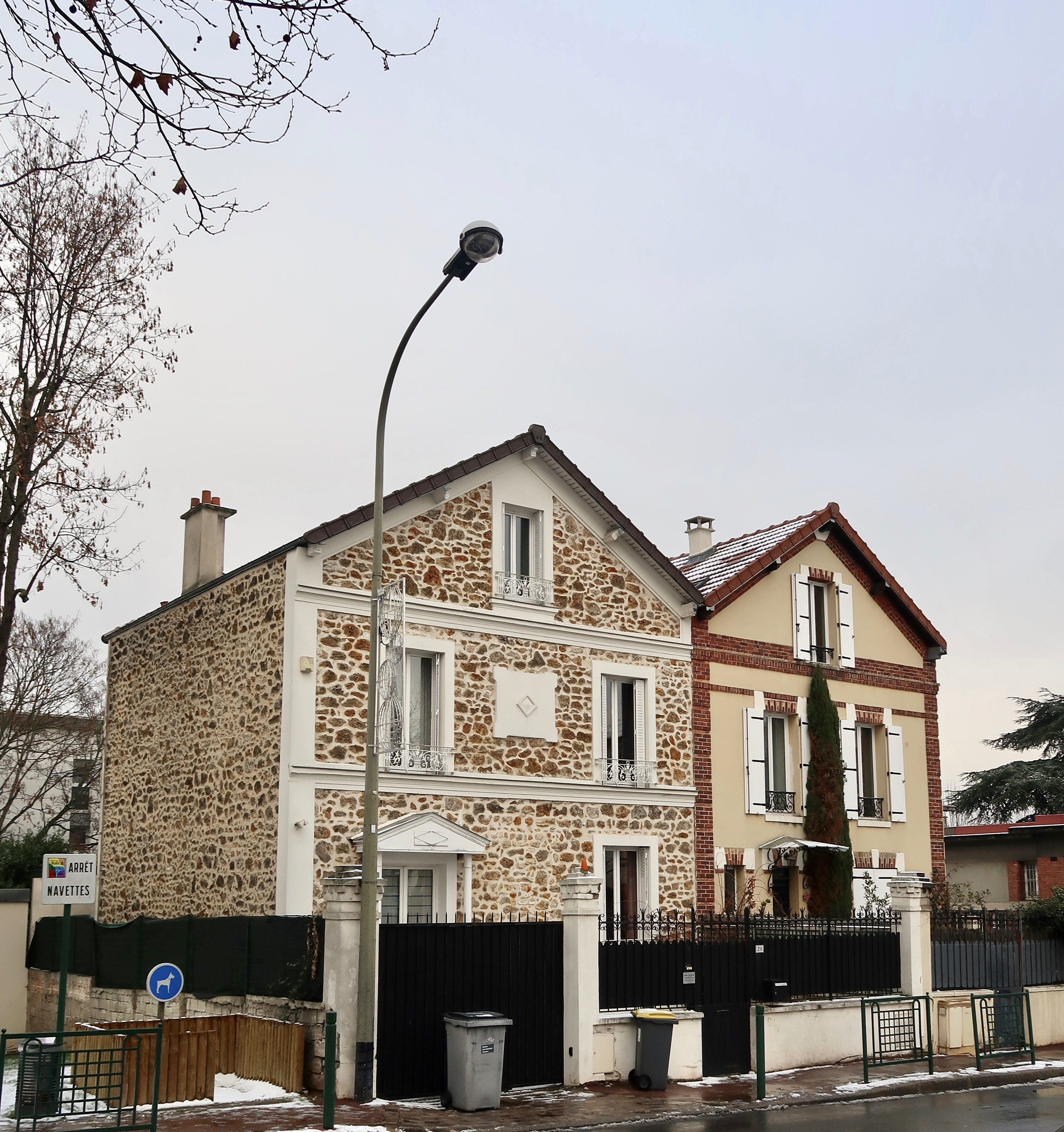
Maisons.